# Música en Buffyverso
La música en Buffy the Vampire Slayer y Ángel son aspectos claves para ambas series. A continuación se presentan los diferentes temas de los créditos de apertura, las distintas recopilaciones de temas que aparecen en Buffy the Vampire Slayer, y diferentes artistas que han colaborado varias veces con Joss Whedon.

## Temas de apertura

### Tema de Buffy
El tema de Buffy suena en los créditos de apertura de la serie. El tema en sí no tiene letra; comienza con algunas notas de teclado, un sonido característico de las películas de terror de los años 30. Rápidamente es sustituido por un rock ligero; un riff de guitarra eléctrica haciendo un guiño a la cultura joven y un posmoderno giro al género de horror.
El tema es tocado por la banda de punk rock Nerf Herder. En una entrevista explican cómo llegaron a producir el tema:

«They [el equipo de producción de Buffy] contrató a algunos famosos compositores para componer un tema  y no les gustó el que hicieron, tenían más bien un presupuesto bajo, y preguntaron a bandas locales a enseñarles algunas ideas.»
Nerf Herder

En el audiocomentario de Bienvenida a la boca del infierno, Whedon explicó que parte de su decisión de escoger el tema de Nerf fue que Alyson Hannigan - Willow - le hiciera escuchar temas de la banda.
Nerf Herder después grabaría una segunda versión del tema con el que se abrirían los créditos a partir de la  tercera temporada.

### Codo controversia
El sonido suena parecido a la canción de Deutsch-Österreichisches Feingefühl (DÖF), Codo. Döf es una banda austriaco-alemana del pop de los años 80. En sus declaraciones de 2007 Nerf Herder dijo «nunca habíamos oído a DÖF,» y aseguraban que el parecido era solo coincidencia.
En 1999, el cantante de Nerf Herder Parry Grip no continuó con la melodía de la canción. La melodía original no fue específicamente escrita para la serie; ya estaba hecha antes de que Whedon contactara con ellos para que le enviaran una demo:

Hicimos la canción antes de que la serie se emitiera. Fue una canción que ya había sido escrita, pero no sabíamos dónde llevarla. Tuve algunas ideas - iba a tener algo de ciencia ficción, cosa rara, porque no hacemos canciones de ese estilo. Recuerdo el título de Outer Rock o algo así; que funcionaba.»

Codo (abreviado de "Cosmic Dolm", idiota cósmico), uno de los temas más conocidos de Döf contiene una letra también de temática ciencia ficción que hace referencia a un alien, (codo) y a objetos voladores no identificados.

### Tema de Ángel
Darling Violetta es un grupo alternativo de rock que cantó dos canciones, «Cure» y «Blue Sun» en el episodio de Buffy Fe, esperanzas y engaños. 
Al año siguiente, Ángel invitó a bandas para que le enviaran demos para el tema de introducción de la serie. Pidieron a las bandas usar «ideas de superhéroe oscuro» y «rock con violoncelo». Darling Violeta vio algunos episodios de Buffy' en el que aparecía Ángel como Pasión y La transformación (I y II) para inspirarse. Al final Joss Whedon aceptó la interpretación que hizo Darling Violeta del tema de Ángel como la que más encajaba en la serie.
El tema de Ángel es algo más lento que el de Buffy y utiliza más el violín y el chelo. En el audiocomentario del DVD del episodio Spin the Bottle, Joss Whedon y Alexis Denisof cantan su propia letra para la canción.
En el 2005 la banda Darling Violete compuso una versión extendida de Angel llamada «The Sanctuary Extended Remix», que está incluida en la banda sonora de la serie Live Fast - Die Never.

## Discografía de Buffyverso
| Discografía Buffyverso            | Lanzamiento |
| --------------------------------- | ----------- |
| Buffy banda sonora de la película | 1992        |
| Buffy álbum                       | 1998        |
| Otra vez, con más sentimiento     | 2002        |
| Radio Sunnydale                   | 2003        |
| Live Fast, Die Never              | 2005        |
| Buffy score                       | 2008        |

## Compositores
Muchos compositores han trabajado en la composición de Buffy y Ángel. Algunos importantes o que han compuesto la mayoría de las veces las canciones para un capítulo son:

### Christophe Beck
Beck fue el compositor principal de Buffy durante las temporadas 2-4. Continuó componiendo música para episodios clave después, como: The Gift y Una vez más, con sentimiento. Un álbum dedicado a las composiciones para la serie. Titulado Buffy the Vampire Slayer: The Score, fue publicado el 9 de septiembre de 2008..
Algunas canciones remarcables de las composiciones de Christophe Beck son:
- «Close Your Eyes» suena durante la entrega de premios
- «Buffy/Angel Love Theme» - canción de amor de Buffy y Ángel -, que es recurrente en la temporada 2 y 3. Aparece en Buffy the Vampire Slayer: The Album.
- «Loneliness of Six», suena al final de El paseo de los amantes mientras que varios personajes - Buffy, Harmony y Anya - con el corazón roto caminan en el mismo plano hacia direcciones diferentes.
- «I'm Game» suena al final del penúltimo episodio de Ángel, episodio Power Play. La banda decide ir a un asalto final suicidiario contra el Circle of the Black Thorn. «I'm in Game» era el tema que sonaba cuando se quería una música heroica en la serie, se escuchó por primera vez en el episodio de la primera temporada City of Angles, cuando Ángel decide luchar contra el mal en Los Ángeles

### Robert Duncan
Duncan está acreditado como compositor para Buffy en los episodios 7.02 y 7.04-7.22. Algunas canciones importantes son:
- La elegida, «Buffy and Spike's love theme», «Faith and Robin's theme», and «the theme of Slayer Victory» (durante la pelea en la Boca del infierno).
- «Every Girl, A Slayer, que suena cuando Buffy propone vencer a El Primero.

### Robert J. Kral
Kral fue el compositor para la serie Ángel, escribiendo la música para 112 episodios de la temporada 1 a la 5. Inicialmente contratado por C. Beck para la temporada 1 con créditos compartidos, Kral estuvo empleado en la 20th Century Fox para la temporada 2 hasta la 5, y trabajó para Beck en los episodios iniciales, escribiendo con él la mayoría de los episodios de la temporada 1. Kral contrató a Zoran Boris y Dougals Romayne para escribir música adicional para las dos finales temporadas. La banda sonora Live Fast, Die Never consiste en la mayoría de las composiciones de Ángel. Se les pidió a los aficionados a la serie vía Internet y mail que nombraran sus canciones favoritas y el resultado de la votación determinó el cuerpo de la banda sonora publicado en Rounder, EMI y 20th Century Fox Television.
Escenas musicales y temas de Kral para Ángel:
- «Hero» para el personaje de Doyle.
- «Home» para el hijo de Ángel, Connor, cuando vive sin recordar a su padre.
- «Darla's Sacrifice» para un cambio interesante de este personaje en la serie.
- «The End of World»

### Douglas Romayne
Douglas Romayne fue contratado por Joss Whedon para episodios de Buffy the Vampire Slayer de la séptima temporada. Compuso música adicional para 33 episodios de Ángel para las temporadas cuatro y cinco para Robert J. Kral. Fue director de música asociado en el musical de Buffy Otra vez, com más sentimiento, que fue nominado por un Emmy por Destaca Dirección Musical - C. Beck y J. Tobias nominados. También arregló la canción de Joss Whedon «Mrs» en Desinteresadamente. Canciones a destacar son:  
- «In Westbury Field» que suena cuando Giles es presentado en Inglaterra. (Lecciones)

- «Another Way Out» que suena cuando Angel, Wes, Lilah, Fred y Connor intentan escapar de Beast. (Muertos vivientes)

- «One Day to Live» que suena cuando Ángel y su banda intentan salvar a Fred de morir de una enfermedad mística. (Un agujero en el mundo)

### Thomas Wanker
El compositor principal para la mayoría de la quinta y sexta temporadas de Buffy. Su trabajo es más bien de ritmos lentos. Algunos de sus mejores trabajos aparecen en Sombra y En el bosque, en concreto, la trágica melodía que se usa en montajes musicales que se oyen junto a Buffy y Dawn tratando con la enfermedad de su madre, y los sentimientos de Riley sintiéndose apartado de Buffy.